# Хебир (футбольний клуб)
ФК «Хебир» (болг. ФК Хебър) — болгарський футбольний клуб з Пазарджика. Домашні зустрічі проводить на стадіоні «Георгі Бенковскі» (13 128 місць). Створений 31 липня 1959 року після об'єднання клубів «Бенковскі» і «Левскі» і є продовжувачем традицій створеної 31 травня 1918 року команди «Ботев».
Клуб провів три сезони у Групі А, вищому дивізіоні країни (1989/90 — 14 місце, 1991/92 — 16 місце та 2000/01 — 9 місце). Команда є чвертьфіналісткою Кубка Болгарії 1974, 1989 та 2005 років. Дворазоовий півфіналіст національного чемпіонату 1926 року — 3 місце та 1935 року — 4 місце (як «Ботев»).

## Історія

### Хронологія назв
- «Ботев» (31 травня 1918 — 8 червня 1945)
- «Спартак» (8 червня 1945 — 8 червня 1947)
- «Чавдар» (8 червня 1947 — 20 вересня 1948)
- «Спартак» (20 вересня 1948 — 27 серпня 1949)
- «Червено знаме» (27 серпня 1949 — 7 травня 1957)
- «Бенковскі» (7 травня 1957 — 31 липня 1959)
- «Ботев» (31 липня 1959 — 30 квітня 1970)
- «Мариця» (30 квітня 1970 — 10 липня 1973)
- «Бенковскі» (10 липня 1973 — 22 листопада 1979)
- «Хебир» (22 листопада 1979 — 2000)
- «Хебир-Іскар» після злиття з «Іскаром» (Софія) — у 2000 році
- «Хебир 1920» (2000 — 2001)
- «Хебир» (2001 —2012)

### Початок
Перші згадки про футбол у Пазарджику пов'язані з іменем вчителя Димитара Цонева, але найбільш вагомий внесок у просування футболу в Пазарджику зробив Георгій Сербезов, який закінчив французький коледж у Константинополі.
Як учитель в своєму рідному місті Татар Пазарджик, він організував футбольну діяльність з 1916 року у військовій частині під назвою «Лагера» (тепер «Зоната на Здравето») на південному березі річки Мариця. Кількість прихильників футболу швидко збільшувалась, переважно серед учнів, і 31 травня 1918 року група учнів (10 осіб) з місцевої середньої школи на чолі з Георгієм Сербезовим заклала основи першого футбольного клубу «Христо Ботев», який згодом був перейменований на учнівсько-спортивне туристичне товариство «Христо Ботев» (болг. Ученическо-спортно туристическо дружество «Христо Ботев»). Це офіційна дата заснування першого футбольного клубу в Татар Пазарджику. Статут клубу був затверджений Міністерством освіти наказом № 8355 від 16 квітня 1920 року.
Клубний логотип був обраний у формі серця, пофарбований червоним та білим кольором з буквою «Б» посередині. Формою команди стали червоні футболки, білі шорти та чорні гетри. Перші зустрічі були зіграні з місцевими студентами або місцевими командами, оскільки не відбувалось великих турнірів через Першу світову війну, яка закінчилася поразкою Болгарії і підписанням невигідного для болгар Нейїського договору. Перша офіційна зустріч «Ботева» (Пазарджик) відбулась проти «Левскі» (Пловдив) 25 травня 1919 року.
26 квітня 1921 року загальні збори товариства «Христо Ботев» змінили назву на Спортивний клуб «Христо Ботев». Її суттєво переглянуті та доповнені статути були затверджені 11 червня 1921 року Міністерством внутрішніх справ та охорони здоров'я наказом № 1603. Спортивний клуб «Христо Ботев» розвивав такі види спорту: футбол (головна команда, друга команда, команда юніорів), волейбол, баскетбол та лижі.
Ще в 1918 році повітова рада надала клубу ігровий майданчик на правому березі річки Мариця. З моменту створення «Ботева» його опікували повітові чи муніципальні органи влади. Керівництво СК «Ботев», яке допомагало муніципалітету, доклало чимало зусиль для побудови другого основного стадіону, який використовувався до 1956 року. Це сталося в 1928 році, після бурі, яка знищила багато дерев на Острові. 1929 року було встановлено освітлення, але ввечері грались лише товариські матчі.

### Дочірні команди
Окрім головної команди міста, «Ботева», у трьох великих мікрорайонах створюються сильні місцеві клуби для участі у чемпіонаті міста. Були найбільш популярними та найдовше проіснували 3 клуби: «Левскі», «Бенковскі» та «Славія».
Так наприкінці 1919 року в кварталі Вароша був заснований другий клуб: «Васіл Левскі», який грав у синій формі. У 1926 році він злився з «Ботевим», а в 1928 році був відновлений під назвою «Левскі 28».
15 березня 1921 року в кварталі Чиксалін була заснована третя команда Пазарджика: «Георгі Бенковскі», що виступав у жовто-червоних кольорах. Клуб припинив своє існування 1927 року, але 15 серпня 1930 року його відновили. 2 червня 1945 року об'єднався зі «Славією» під назвою «Септемврі».
У 1922 році у кварталі Петково поруч із церквою Святої Петки була створена СК «Звезда», під головуванням Любена Хаджикристева. Того ж року клуб був розпущений, але відновлений у 1923 році під новою назвою «Славія», але з тим самим головою. Ігровий майданчик «Славії» знаходився біля сьогоднішнього житлового комплексу «Мариця», а команда грала у білих кольорах. Клуб існував до 1926 року, коли 21 листопада він об'єднався з «Тракійцем» під назвою «Тракійська слава». Відновився як «Славія» 15 серпня 1930 року, але знову припинив своє існування у 1933 року. Втретє відновився 2 червня 1945 року, коли зіграв дві гри, а 8 червня того ж року злився з «Бенковскі» у клуб «Септемврі».
Поряд з цими більшими клубами футбольні команди виникають майже у всіх мікрорайонах міста, існування яких у меншій чи більшої мірі носить епізодичний характер. Створюються такі команди: «Стрела» — в мікрорайоні навколо Островського училища, «Геракл» — околиці навколо Старої Бані, «Тича» — навколо протестантської церкви, «Борислав» біля школи Отця Паїсія, «Тракієць» (заснований 1925 року) — навколо молокозаводів, «Боримечка» — навколо парку Сіксален, «Лев» — у районі Чискалин, «Панайот Хитов» — біля ринку, єврейська футбольна команда «Бар Коба» (заснована заможними євреями у 1923 році, припинила своє існування в 1926 році), вірменська футбольна команда «Хоментмен», заснована в 1924 році, що існувала до початку 1929 року та інші. Серед них «Аспарух», «Атлетик», «Юноша» (перейменований на «Победу»), «Свобода», «Просвета», «Самсон», «Мариця», «Раковскі», «Дунав», «Д. Гощанов» та «Грім». Можуть бути і такі команди, які існували дуже короткий час, і їхні імена ніде не згадуються.
Ці команди грали між собою матчі та давали гравців головним клубам — переважно «Ботеву» та «Бенковскі». Деякі з них також грали товариські ігри з 4 великими клубами міста та брали участь у чемпіонаті міста. У Татар Пазарджику на той час існувало чотири великих райони та понад 30 мікрорайонів, і майже кожен з яких мав свою команду.

### Чемпіонати міста 1921—1941
У 1921 році були організовані перші матчі міського чемпіонату з футболу. Через два роки команди Татар Пазарджика приєдналися до Південно-болгарської спортивної ліги в Пловдивській області. Відповідно до регламенту тодішньої Болгарської національної федерації спорту (БНСФ) виникли умови для створення регіональної спортивної адміністрації. 8 січня 1925 року відбувся установчий з'їзд Татарпазарджикського спортивного союзу в залі Громадського центру «Виделина», який включав усі спортивні клуби з міста, а також з сусідніх населених пунків Белово, Козарсько, Перуштиця, Брестовиця і Пештера. Першим головою був обраний «ботевіст» Димитар Гарванов. 1925 року СК «Ботев» вперше виграв чемпіонат Пловдивської області.
Помітний успіх до клубу прийшов з 1926 року, коли головою клубу був обраний майор Ангелов Ангелов, віце-головою — Тодор Каменський, а секретарем — Владимир Попов, редактор газети «Лича». З 11 квітня 1926 року почав виходити журнал клубу: «Известия на Спортен клуб „Христо Ботев“». Цього ж року, 16 липня, СК «Ботев» і СК «Левскі» об'єднуються у єдину команду під назвою СК "Христо Ботев " зі статутом, кольорами та емблемою «Ботева». У серпні того ж року «Ботев» досяг найбільшого успіху в своїй історії — У національному чемпіонаті 1926 року команда у першому турі пройшла чемпіона Старозагорської області «Берое» (Стара Загора) 4:0, а у другому і чемпіона Врачанської області «Орел» (Враца) з рахунком 5:1. Лише в півфіналі команда програла столичній «Славії» з рахунком 2:6, тим не менш зайняла третє місце через кращі показники, ніж інший півфіналіст «Левскі» (Русе). Це приносить великий дохід клубу і визнання футболу у місті.
Під час відкриття Вичанської електростанції в 1929 році електроенергія була доставлена в парк Острови та стадіон, і в Болгарії відбувся перший матч з електричним освітленням між місцевими «Ботевом» та австрійськими робітниками.
Як обласний чемпіон, «Ботев» брав участь у фінальному раунді національного чемпіонату 1935 року. Клуб розпочав у чвертьфіналі, де переміг команду «Победа 26» (Плевен) 7:1, а у півфіналі він програв «Тичі» (Варна) 0:7 і зайняв четверте місце в чемпіонаті.
Загалом СК «Ботев» був чемпіоном міста з 1918 по 1933 рік та у 1935—1937 роках, він також був чемпіоном Пловдивської області в 1925, 1926, 1927, 1935 та 1936 роках; володар Кубка юніорів Пловдивської області 1930, 1932 та 1938 року. Влітку 1935 року, як чемпіон області, клуб гастролював у Югославії в місті Крушеваць, зігравши проти місцевого чемпіона СК «Обилич» і перемігши його 5:1.
З 1931 по 1941 рік у міському чемпіонаті з футболу змагалися лише чотири клуби: «Ботев», «Левскі», «Бенковскі» та «Славія». Це було пов'язано з об'єднанням більшості клубів. А через Другу світову війну чемпіонати міста Пазарджик не проводилися в 1941—1944 роках.

### 1945—1959
Зі змінами у країні, що відбулися після 9 вересня 1944 року, змінився і футбол у Пазарджику. Існуючі 4 клуби міста об'єднались 8 червня 1945 року, щоб утворити 2 нові клуби: «Спартак» із союзу «Ботева» та «Левскі» та «Септемврі» з союзу «Славії» та «Бенковські». Через рік у Пазарджику було створено ще два нові клуби: «Текстилець» та «Динамо». Вони проіснували лише один рік і 8 червня 1947 року об'єдналися зі «Спартаком» та «Септемврі» у єдину міську команду. Новий клуб отримав назву «Чавдар» і виступав у білих кольорах. Втім вже 20 вересня 1948 року «Чавдар» розпався назад на клуби «Септемврі» та «Спартак».
У 1949 році в країні відбулася реорганізація футболу і в місті було сформовано 7 ДСО (Добровільні спортивні організації). Вони створювались на відомчій та професійній основі наступним чином:
- ДСО «Спартак» — до Міністерства внутрішніх справ.
- ДСО «Динамо» — профспілки працівників поштового зв'язку, текстильних робітників, продавців продуктів харчування, тютюнових працівників та інших.
- ДСО "Торпедо — транспортників, металообробників, хіміків, електромонтажників тощо.
- ДСО «Строїтел» — робітників, будівельників, працівників сільського та лісового господарства.
- ДСО «Септемврі» — профспілкові кооперативи.
- ДСО «Локомотив» — працівники залізничної станції Пазарджик.
- ДСО «Червено знаме» — охоплює працівників адміністративної, медичної, культурної та соціальної, театральної, музичної, освітньої та інших сфер.
- Не будучи ДСО, команда армії ДНА також брала участь у чемпіонаті міста.

Втім лише дві команди грали найбільшу роль у футболі міста: «Червено знаме» та «Динамо». Вони грали у вищих підрозділах, в той час як решта клубів задовольнялись лише чемпіонатом міста. У 1950 році «Динамо» було включено до складу Південної Б РФГ, другого дивізіону Болгарії. Хоча воно посіло 6-е місце з 17 очками та різницею м'ячів 25:33, команда понизилась у класі.
У 1953 році було сформовано п'ять Груп В і команда «Червено знаме» потрапила до Південно-східної. Існування ДСО тривало до 1957 року, коли було прийнято рішення про створення фізкультурних товариств (болг. физкултурно дружество). У Пазарджику ним стало саме «Червено знаме», перейменоване та перетворене у фізичне товариство «Георгі Бенковскі», та «Динамо», яке отримало ім'я «Васіл Левскі». «Бенковскі» брав участь у південній Групі Б другому дивізіоні країни, в той час як «Левскі» змагався в окружній групі А, третій лізі Болгарії. Це тривало до 31 липня 1959 року, коли дві команди об'єдналися, щоб утворити одну команду «Христо Ботев».

### 1959—1979
З 31 липня 1959 року у Пазарджику залишилась лише одна команда. Для молодих гравців також був створений «Ботев» II, який змагався в нижчих підрозділах.
Після 1959 року команда «Ботев» (Пазарджик) порівняно успішно виступала у складі Південної Групи Б. У серпні 1957 року для потреб клубу був побудований новий стадіон: «Любен Шкодров». На початку 60-х у Пазарджику розвивався робітничий спорт. На підприємствах міста створюються футбольні команди. Найуспішнішою стала команда Акумуляторного заводу «Іскра», яка успішно виступала на регіональному рівні та навіть грала на Кубок Радянської Армії в сезоні 1976/77 років. Команда «Ботева» же спочатку грала в червоно-білих кольорах, а емблемою була буква В в колі. У 1966 році, коли команда повернулась до Групи Б, вона стала виступати у смугастих жовто-чорних чи червоно-чорних кольорах.
У 1970 році на загальних зборах клубу було прийнято рішення перейменуватись на «Марицю» — назву річки, що протікає через місто. При цьому кольори команди змінились на синьо-жовті, або повністю сині, щоб символізувати води річки. Під цією назвою клуб існував лише 3 роки до 1973 року. 10 липня 1973 року назву футбольного клубу знову змінили. Цього разу було вирішено повернути назву «Георгі Бенковскі».

### 1979—2012

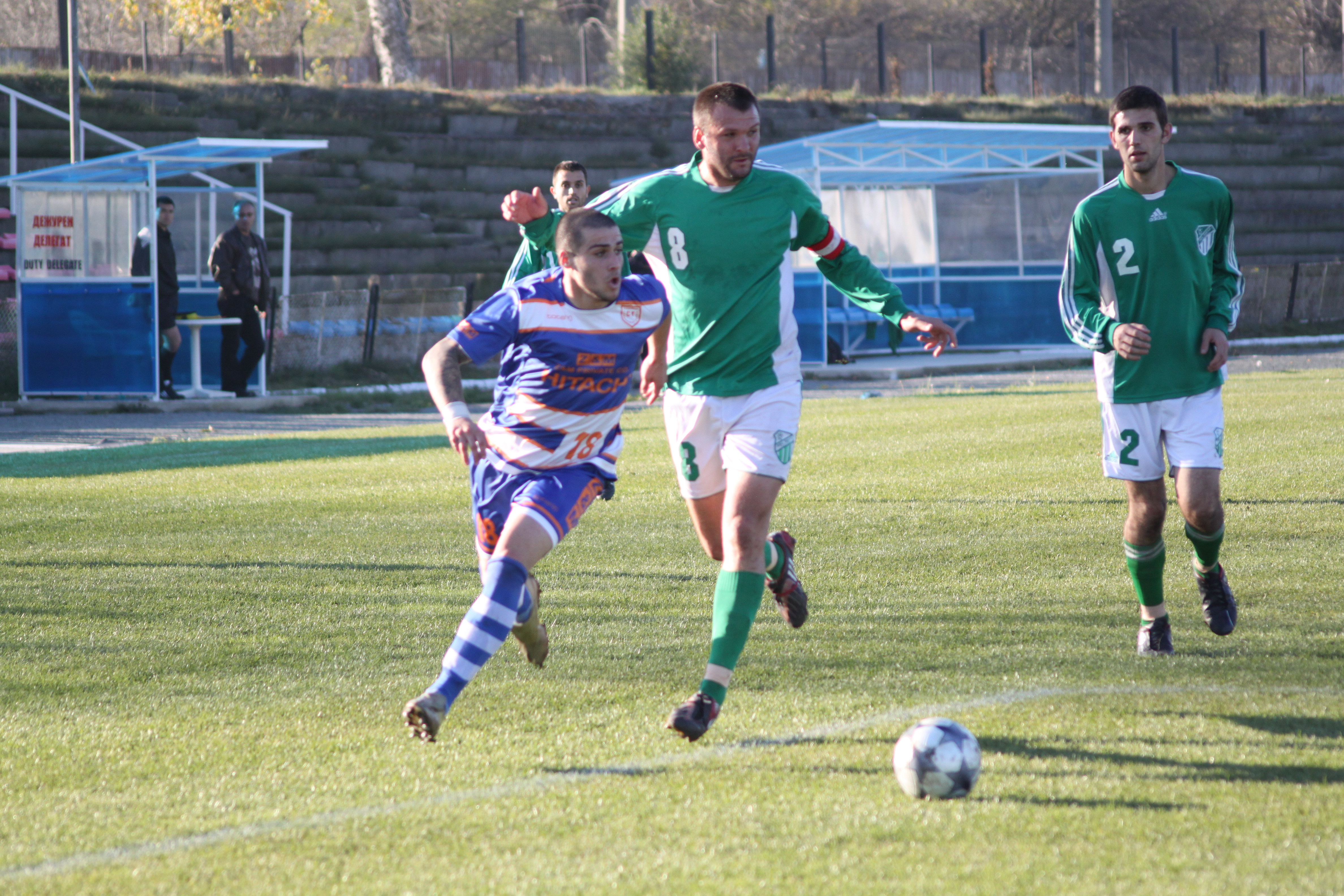
Момент зустрічі Південно-західної Групи В «Сливнишкі герой» — «Хебир» 3:0, 30 жовтня 2010 року.

Назва «Бенковскі» зберігалася до 1979 року, коли на Генеральних зборах її знову змінили, цього разу на «Хебир» — фракійську назву річки Мариця. Ця назва зберігається і донині.
У 1989 році допоміжний стадіон «Септемврі» став головним через незавершену реконструкцію старого стадіону «Любен Шкодров». Того ж року «Хебир» вперше в своїй історії вийшов до Групи А, вищого дивізіону країни. Незважаючи на хороші ігри в кінці сезону, команда потрапляє назад до Групи Б.
У 1991 році стадіон «Септемврі» був перейменований на стадіон «Георгі Бенковскі» або просто «Бенковскі». У наступному сезоні «Хебир» знову повернувся до Групи А, але знову лише на один сезон. У наступні роки клуб грав у групі Б до 1996 року, після чого вилетів взагалі до аматорської групи В, в якій грав до 2000 року.
На початку 2000 року команда об'єдналася з клубом «Іскар» (Софія) з Групи Б і під назвою «Хебир-Іскар» стала виступати у Пазарджику. Того ж року команда втретє за свою історію вийшла до Групи А і закінчила сезон на 9-му місці, виступаючи під назвою «Хебир-1920».
Незважаючи на хороші показники, по завершенні сезону 2000/01 команда переїхала до Петрича та була об'єднана з місцевою командою «Беласиця». В результаті «Хебир» змушений був починати з найнижчого етапу в своїй історії: «А» ОФГ Пазарджик, четвертого дивізіону країни, де раніше виступали його резервні команди. Там клуб швидко пройшов кваліфікацію до Південно-західної групи B. У третьому дивізіоні «Хебир» відіграв три сезони і у сезоні 2004/05 завоював друге місце, що дозволило команді повернутись до Групи Б.
Там у першому сезоні команда посіла сьоме місце у підсумковому заліку, а у другому сезоні 2007/08, посівши на 13 місце, клуб вилетів назад до Групи В, граючи там до сезону 2011/12 у Південно-західній групі В. У 2012 році «Хебир» фінішував на 17-му місці і мав понизитись у класі, але натомість припинив своє існування.

### Наш час
У 2016 році клуб був відновлений під назвою «Хебир 1918» після об'єднання з ФК «Чико» (Бяга) та грав у новоствореній Південно-Західній Третій лізі. У фінальному заліку він посів шосте місце з 58 очками у 34 іграх — 18 перемог, 4 нічиї та 12 програшів, різниця м'ячів — 68:41.
У сезоні 2017/18 клуб закінчив другим, поступившись на 8 очок чемпіону «ЦСКА 1948», після того, як ці дві команди боролися між собою протягом усього розіграшу та кілька разів змінювали лідерство. А вже з третьої спроби у сезоні 2018/19 «Хебир» був переконливим лідером і за шість турів до кінця став чемпіоном і повернувся до Другої ліги.

## Найкращі результати
Група А
- 9 місце  — 2000/01
- Півфінал національного чемпіонату (2)  — 1926; 1935

Група Б
- Переможець (2)  — 1988–89; 1990–91

Група В/Третя ліга
- Переможець (2)  — 1986–87, 2018–19

Кубок Болгарії
- Чвертьфінал (3)  — 1974–75, 1988–89, 2004–05

## Стадіони

### «Лагера»
Перший стадіон спортивного клубу «Христо Ботев» в 1918 році був визначений тодішньою радою на правому березі річки Мариця в районі Лагера. Матчі СК «Ботев» в чемпіонаті міста там проводив до 1928 року. Перший матч, який відбувся на цьому футбольному полі, відбувся 25 травня 1919 року проти команди «Левскі» (Пловдив) — 1: 2. Перша команда «Ботева» (Пазарджик) використовувала це поле 10 років.

### «Острова»
Другий стадіон Ботева — на Острові. У 1928 році буря повалила там багато дерев, завдяки чому утворився новий майданчик, а через кілька місяців він став головною ареною клубу. Він був офіційно відкритий матчем «Ботев» (Пазарджик) — «Славія» (Софія) 1:3 8 квітня 1925 року. У 1929 році також було споруджено роздягальні. На відкритті Вачанської електростанції в тому ж році було подано електрику до парку Острови та до стадіону, і завдяки чому ця арена стала першою у країні, на якій пройшов матч з електричним освітленням. Протягом багатьох років стадіон носив назву «Острова», «Свобода», «Ботев» і «Спартак». Він був покинутий клубом у 1956 році.

### «Любен Шкодров»
Третій майданчик клубу — стадіон «Любен Шкодров», який був офіційно відкритий 4 серпня 1957 року матчем збірної Пазарджику проти ЦДНА (Софія) 0:5 та матчем між ветеранами «Ботева» (Пазарджик) та «Бенковскі» (Пазарджик) 1:0, розіграний у два тайми по 15 хвилин кожен.
Його місткість складала 12 000 глядачів з 8 000 сидячих місць. Він розташований у парку Стадіону, що прилягає до нинішнього стадіону. Більшість ігор клубу в Групі Б проводилися там. У 1988 році був затверджений проект реконструкції стадіону «Любен Шкодров» та перетворення його на футбольний стадіон. Це передбачало ліквідацію легкоатлетичних доріжок і збільшення місткості стадіону. Для цього був побудований новий стадіон, який мав використовуватись клубом до реконструкції стадіону «Любен Шкодров». З 1989 року через падіння комуністичного режиму реконструкція була припинена і стадіон почав занепадати.

### «Георгі Бенковскі»
Команда ж на постійній основі залишилась на тимчасовій арені, відкритій у 1989 році, яка отримала назву «Септемврі» і мала місткість у 13 128 сидячих місць. Він відкрився в тому ж році 26 березня матчем «Хебир» — «Янтра» (Габрово) 1:0, в якому взяли участь 15 000 глядачів. 30 липня 1991 року стадіон був перейменований на «Георгі Бенковскі», назву якого він досі носить. Усі три сезони клубу в Групі А, вищому дивізіоні країни, були зіграні на цьому стадіоні. У ньому є сучасні роздягальні, зал для прес-конференцій, дві криті лавки для журналістів та гостей, кімната судді та відповідає всім вимогам до футбольних матчів.
Стадіон «Георгі Бенковскі» розташований у північно-західній частині Пазарджика, ліворуч від виїзду з міста у напрямку шосе «Тракія».

## Відомі футболісти
- Кирил Василев
- Младен Радков – рекордсмен з 80 голами
- Радко Димитров
- Георгі Гаджев
- Атанас Пашев
- Крум Кантарев
- Георгі Петков
- Александар Тунчев
- Владимир Манчев
- Танчо Гилев – рекордсмен з 315 матчами
- Атанас Пържелов
- Николай Мінчев
- Георгі Джамбазов
- Веселин Лачков
- Атанас Спасов
- Георгі Кьосев
- Димитар Мутафов
- Красимир Манев
- Христо Тошев
- Димитар Типчаров
- Петар Каяджийський
- Ілія Новаков
- Ніколай Запрянов
- Георгі Лазаров
- Танчо Калпаков
- Боян Никленов
- Петар Богданов
- Івайло Негенцов
- Кирил Кацаров
- Ніколай Калинов
- Румен Михайлов
- Іво Кандьов
- Асен Милушев
- Георгі Богданов
- Калин Пехливанський
- Іван Бутраков
- Нікола Фотев
- Георгі Калинов
- Іван Папазов
- Мартин Подвирзачов
- Костадин Цветков
- Димитар Методиев
- Ангел Николов
- Малин Малинов
- Ангел Недев
- Красимир Узунов
- Христо Калканов
- Іван Мечкарський
- Роман Ружинов
- Васил Кузманов
- Тодор Ігнатов
- Анатолі Тонов
- Іван Мілієв
- Петар Ковачев
- Юрі Николов
- Станіслав Катранков
- Ніколай Харизанов
- Івайло Ваклинов
- Харі Бориславов
- Веселин Минев
- Нікола Райчев
- Милен Кунчев
- Георгі Куцовски
- Красимир Папазов
- Іван Чорлев
- Георгі Сербезов
- Стефан Ковачев
- Крум Ненов
- Георгі Царичков
- Кирил Ставрев
- Светлин Нончев
- Йордан Минев
- Димитар Дойчинов
- Іво Бранков
- Георгі Коларов
- Нікола Кривошиєв
- Атанас Кьовторов
- Йордан Снегаров
- Васил Денгубов
- Красимир Стоянов
- Димитар Стоянов
- Здравко Лазаров

### Рекордсмени Групи А
| Місце | Футболіст      | Матчів |
| ----- | -------------- | ------ |
| 1     | Кирил Василев  | 56     |
| 2     | Георгій Гаджев | 54     |
| 3     | Стоїл Петров   | 53     |
| 4     | Крум Кантарев  | 51     |
| 5     | Петар Ковачев  | 50     |

| Місце | Футболіст           | Голів |
| ----- | ------------------- | ----- |
| 1     | Кирил Василев       | 13    |
| 2     | Калин Пехливанський | 9     |
| 3     | Ніколай Мінчев      | 6     |
| 4     | Георгі Богданов     | 5     |
| 5     | Димитар Мутафов     | 5     |